# Mały Szyszak
Mały Szyszak (czes. Malý Šišák, niem. Kleine Sturmhaube, wys. 1439 m n.p.m.) – szczyt na głównej wierzchowinie Karkonoszy (Śląskim Grzbiecie).
Położony pomiędzy Przełęczą Karkonoską a Tępym Szczytem. Znajduje się nad miejscowością Przesieka. Przez szczyt przechodzi granica państwowa między Polską a Czechami. Na południe od Małego Szyszaka znajduje się Čertův důl, a poniżej schronisko U Bílého Labe.
Zbudowany z granitu karkonoskiego. Południowa część szczytu pokryta jest granitowymi gołoborzami.
Porośnięty kosodrzewiną, niżej górnoreglowymi lasami świerkowymi.
Leży w obrębie Karkonoskiego Parku Narodowego i czeskiego Karkonoskiego Parku Narodowego (czes. Krkonošský národní park, KRNAP).
Pod szczytem, północnym zboczem przechodzi  czerwony szlak turystyczny Szklarska Poręba - Karpacz, tzw. Droga Przyjaźni Polsko-Czeskiej, a niżej  zielony szlak z Przełęczy Karkonoskiej do Karpacza.

## Galeria

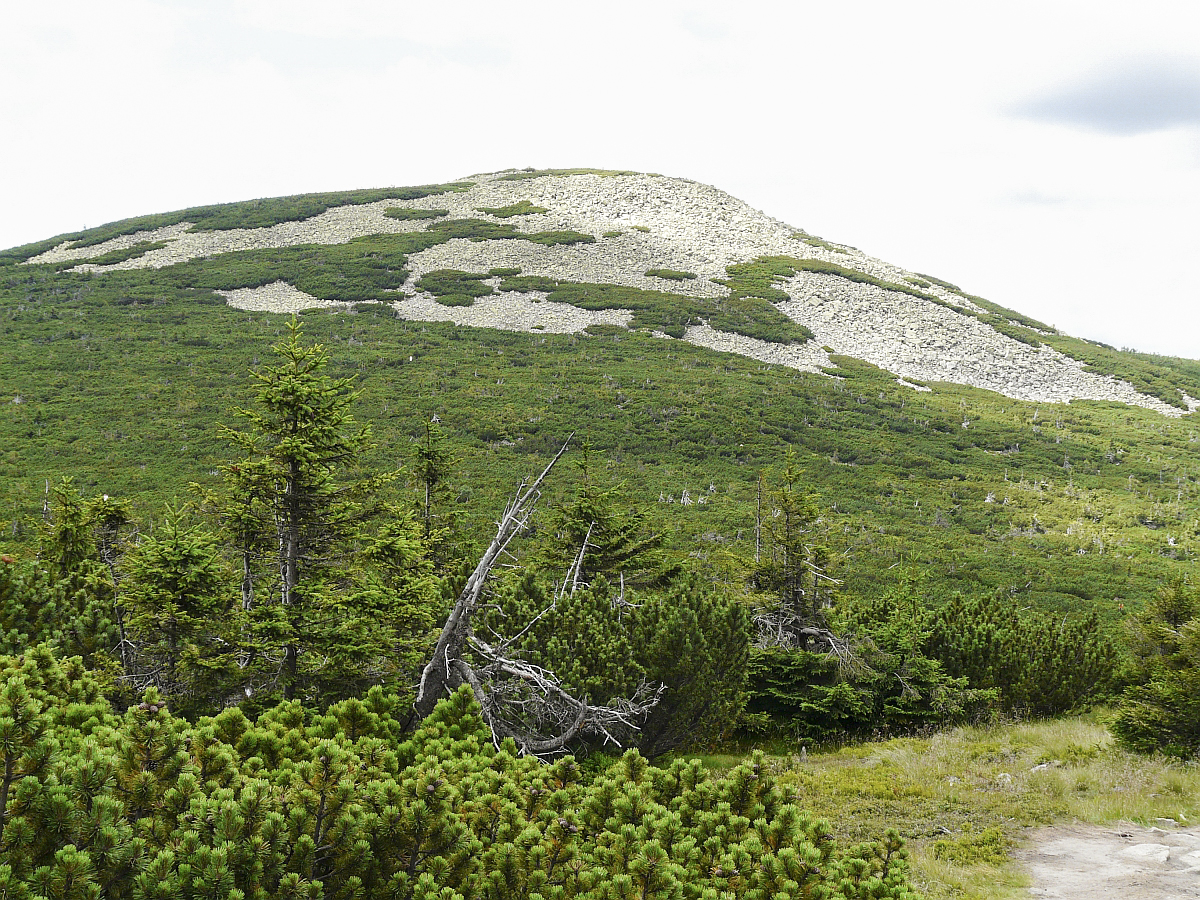
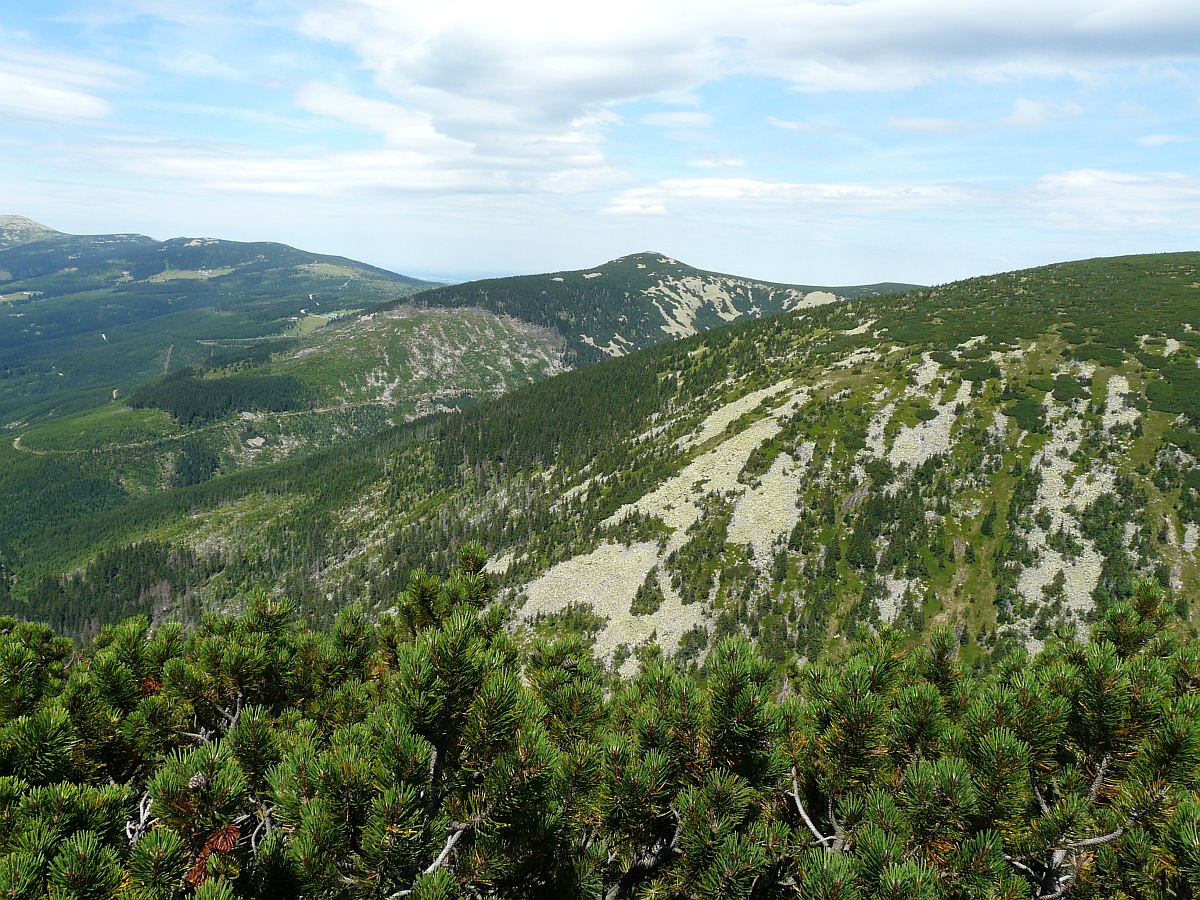